# Thorigny-sur-le-Mignon
Thorigny-sur-le-Mignon és un municipi francès situat al departament de Deux-Sèvres i a la regió de la Nova Aquitània. L'any 2007 tenia 77 habitants.

## Demografia

### Població
El 2007 la població de fet de Thorigny-sur-le-Mignon era de 77 persones. Hi havia 33 famílies de les quals 11 eren unipersonals (7 homes vivint sols i 4 dones vivint soles), 11 parelles sense fills i 11 parelles amb fills.
La població ha evolucionat segons el següent gràfic:
Habitants censats

### Habitatges
El 2007 hi havia 42 habitatges, 33 eren l'habitatge principal de la família, 5 eren segones residències i 5 estaven desocupats. 41 eren cases i 1 era un apartament. Dels 33 habitatges principals, 27 estaven ocupats pels seus propietaris, 5 estaven llogats i ocupats pels llogaters i 1 estava cedit a títol gratuït; 2 tenien dues cambres, 6 en tenien tres, 7 en tenien quatre i 18 en tenien cinc o més. 30 habitatges disposaven pel capbaix d'una plaça de pàrquing. A 15 habitatges hi havia un automòbil i a 17 n'hi havia dos o més.

### Piràmide de població
La piràmide de població per edats i sexe el 2009 era:
| Homes | Edats   | Dones |
| ----- | ------- | ----- |
| 0     | 95 o +  | 0     |
| 0     | 90 a 94 | 0     |
| 1     | 85 a 89 | 1     |
| 0     | 80 a 84 | 0     |
| 3     | 75 a 79 | 5     |
| 1     | 70 a 74 | 1     |
| 1     | 65 a 69 | 2     |
| 3     | 60 a 64 | 1     |
| 0     | 55 a 59 | 2     |
| 2     | 50 a 54 | 0     |
| 6     | 45 a 49 | 6     |
| 0     | 40 a 44 | 0     |
| 1     | 35 a 39 | 2     |
| 2     | 30 a 34 | 2     |
| 2     | 25 a 29 | 1     |
| 2     | 20 a 24 | 1     |
| 1     | 15 a 19 | 2     |
| 0     | 10 a 14 | 3     |
| 1     | 5 a 9   | 2     |
| 1     | 0 a 4   | 1     |

## Economia
El 2007 la població en edat de treballar era de 50 persones, 35 eren actives i 15 eren inactives. De les 35 persones actives 34 estaven ocupades (16 homes i 18 dones) i 1 aturada (1 dona i 1 dona). De les 15 persones inactives 5 estaven jubilades, 4 estaven estudiant i 6 estaven classificades com a «altres inactius».
Activitats econòmiques
Dels 2 establiments que hi havia el 2007, 1 era d'una empresa de construcció i 1 d'una empresa d'informació i comunicació.
L'únic servei als particulars que hi havia el 2009 era una fusteria.
L'any 2000 a Thorigny-sur-le-Mignon hi havia 7 explotacions agrícoles.

## Poblacions més properes
El següent diagrama mostra les poblacions més properes.